# 8492 Kikuoka
8492 Kikuoka este un asteroid din centura principală de asteroizi.

## Descriere
8492 Kikuoka este un asteroid din centura principală de asteroizi. A fost descoperit pe 21 ianuarie 1990 la Geisei de Tsutomu Seki. El prezintă o orbită caracterizată de o semiaxă mare de 2,53 ua, o excentricitate de 0,08 și o înclinație de 14,4° în raport cu ecliptica.